# Édouard Jean-Marie Stephan
Édouard Jean-Marie Stephan (Niort, 31 de agosto de 1837 - Marselha, 31 de dezembro de 1923) foi um astrônomo francês. Às vezes, seu sobrenome é escrito como Stéphan, mas esta forma está incorreta.

## Biografia
Ele nasceu em Sainte Pezenne (hoje um dos bairros da cidade de Niort) e frequentou a École Normale Supérieure, graduando-se como o primeiro da turma em 1862.
Ele foi o diretor do Observatório de Marselha de 1864 a 1907 (até 1872 ele foi subordinado a Urbain le Verrier). No início de sua carreira lá, ele teve oportunidades limitadas de fazer observações porque estava preocupado em melhorar o observatório. Ele descobriu o asteroide 89 Julia em 1866. Em 1867, ele usou o novo telescópio para observar o trânsito de Mercúrio.
Entre 1870 e 1875, Stephan estudou sistematicamente as nebulosas, registrando com precisão suas posições e descobrindo muitas novas. Seu objetivo era permitir a medição exata dos movimentos estelares adequados, criando um sistema de referência de objetos fixos.
Em 1873, Stephan foi a primeira pessoa a tentar medir o diâmetro angular de uma estrela usando interferometria, convertendo o telescópio de 80 cm do Observatório de Marselha em um interferômetro. Ele fez isso obscurecendo o refletor com uma máscara contendo duas fendas verticais. A estrela que ele escolheu para realizar este experimento foi Sirius. Em 1874 obteve um limite superior para diâmetros estelares de 0,158 "(o verdadeiro diâmetro angular de Sirius é 0,0059 segundos de arco e, para comparação, o diâmetro angular de Alpha Centauri e Betelgeuse são 0,0145 e 0,05 segundos de arco, respectivamente).
Em 1881, descobriu NGC 5, e em 1882, a galáxia NGC 6027 usando um refletor de 80cm.
Entre outros, ele descobriu o Quinteto de Stephan, também conhecido como "Arp 319", um grupo de cinco galáxias. Stephan fez essa descoberta com o primeiro telescópio equipado com um espelho revestido de reflexão.
Em 1884, a Academia Francesa de Ciências concedeu-lhe o Prêmio Valz (Prix Valz). Seu nome está associado ao cometa periódico 38P / Stephan-Oterma, embora Jérôme Coggia o tenha visto primeiro.
Ele se tornou um cavaleiro da Légion d'honneur em 1868 e um oficial da Légion d'honneur em 1879. Em 31 de dezembro de 1923, uma segunda-feira, Édouard faleceu, aos 86 anos, horas antes da virada do ano para 1924.

## Asteroides
| 89 Julia  | 6 de Agosto de 1866   |
| 91 Aegina | 4 de Novembro de 1866 |

## Obituário
- JO 7 (1924) 9 (em francês)